# Camisa amarela
A maillot amarela conhecidas como camisetas, camisolas, maillots, jerseys e maglias, é a cor do traje portada pelo líder na classificação por tempos durante o Tour de France. Isto permite que seja identificado como o primeiro da classificação geral nas etapas nas que o porta. Instaurou-se a partir do Tour de 1919.
O banco francês Crédit Lyonnais patrocina a camisa amarela desde 1987. O banco desenvolveu a tradição de entregar um leão de peluche (símbolo da empresa) ao portador da camisola amarela no pódium, que os corredores costumavam guardar como lembrança ou presentear a seus filhos, auxiliares e colegas de equipa.

## História

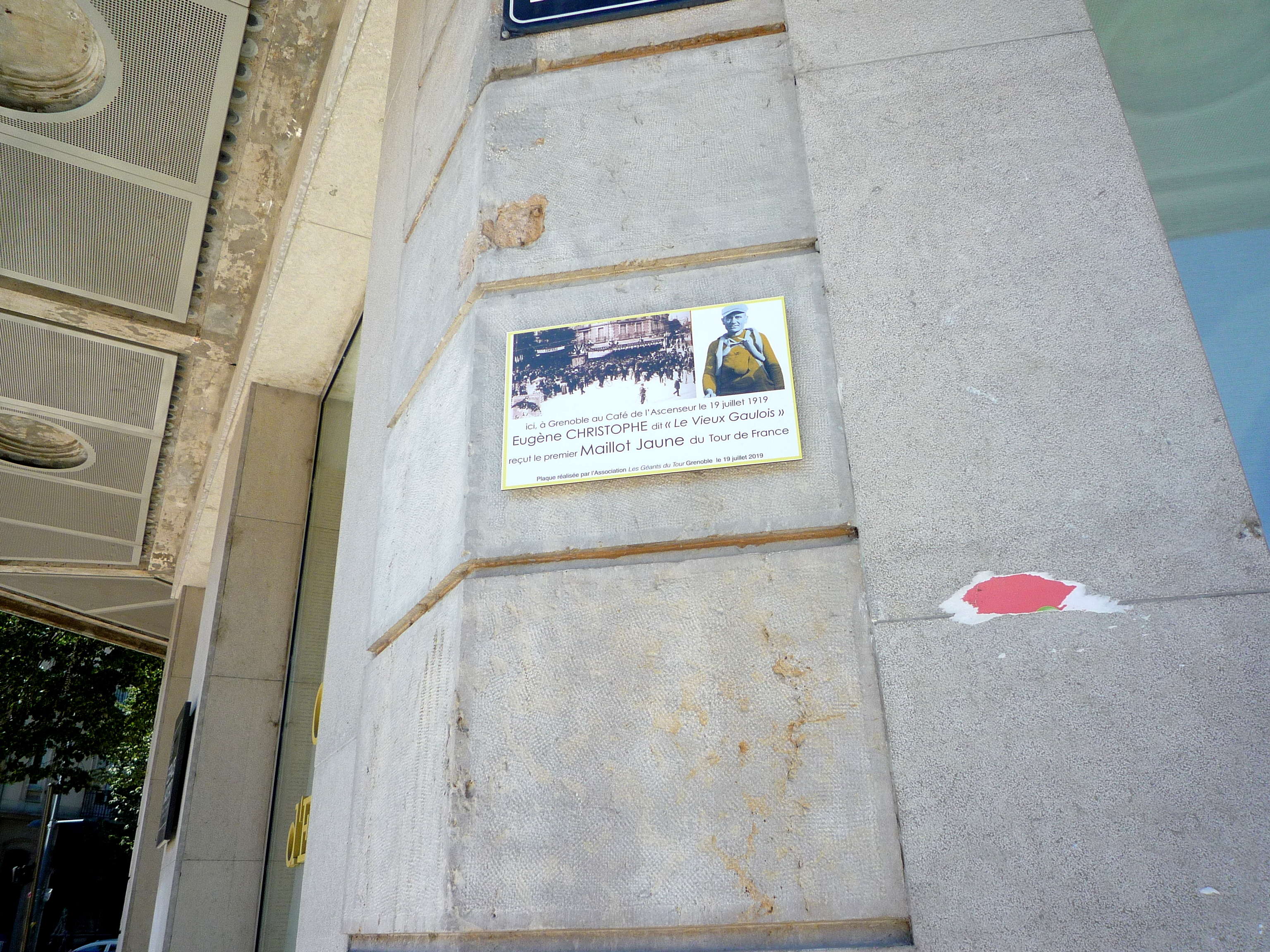
Placa na cidade de Grenoble, que celebra o centenário da apresentação da primeira camisa amarela em 19 de julho de 1919. (canto bolevar Gambetta e rua Béranger)

O líder do Tour é o que até esse momento tem registado o menor tempo acumulado nas etapas, tendo somado e restado qualquer bonificação ou penalização de tempo. Depois as bonificações de tempo são concedidas por terminar na cume e nos sprints designados das etapas. Não obstante, líder não estava bem identificado em corrida, pois levava uma faixa verde no braço.
A decisão de designar ao líder por tempo deste modo foi tomada pelo fundador do Tour, Henri Desgrange, durante o Tour de France de 1919. Elegeu-se o amarelo para representar a cor do papel no que se imprimia o jornal L'Auto (que posteriormente chamar-se-ia L'Équipe), principal patrocinador do acontecimento. Destacavam também as iniciais "HD" (por Henri Desgrange), que foram eliminadas em 1984 para facilitar o patrocínio, mas acrescentadas de novo nos ombros da camisa no ano 2003 como parte das celebrações pelo centenário do Tour. O jogo de iniciais é atualmente levado na parte frontal superior direita da camisa.
O primeiro portador da camisa foi o francês Eugène Christophe, que recebeu a camisa na 11.ª etapa do Tour de 1919, desenvolvida entre Grenoble e Genebra. O belga Firmin Lambot, vencedor daquela edição da ronda gala, foi o primeiro corredor a ganhá-la.
Ainda que é algo muito difícil, tem sucedido que um único corredor tem levado a camisa amarela desde a primeira etapa até à última. Isto já ocorreu em três Tours: em 1924 (Ottavio Bottecchia), em 1928 (Nicolas Frantz) e 1935 (Romain Maes). No primeiro Tour da história, celebrado em 1903, Maurice Garin também foi líder desde a primeira etapa até à última, mas nunca vestiu a camisa amarela, já que não se instaurou até 1919.
Também se deu o caso contrário, isto é, que o vencedor final consiga o primeiro posto apenas ao concluir a última etapa, sem ter portado a camisa amarela até que lho concedem no pódio final. Isto já ocorreu em dois Tours: as edições de 1947 (Jean Robic) e 1968 (Jan Janssen). Neste capítulo também destaca Greg LeMond, que em sua segunda vitória no Tour (em 1989), portou a camisa amarela durante várias jornadas do Tour, a perdeu e a recuperou de novo na última etapa, no contrarrelógio final.

## Camisa de líder nas outras Grandes Voltas
Inspirados por esta ideia do Tour de France, as outras duas Grandes Voltas também adotaram um camisa especial para identificar ao líder da corrida.
No Giro d'Italia, concede-se desde 1931 a Maglia rosa (maillot rosa), também refletindo a cor do papel do diário desportivo patrocinador, La Gazzetta dello Sport.
A Volta a Espanha, desde seus inícios em 1935, também atribuiu uma camisa para identificar ao líder. Não obstante, a cor desta camisa foi cambiante até 1955, quando se instaurou também um maillot amarelo para identificar ao líder. Salvo na edição da 1977, a camisa amarela durou até 1998. Desde 1999 até 2009, o líder da Volta portava o maillot ouro. Desde 2010, leva o maillot vermelho em honra às cores das seleções espanholas da maioria de desportos.

### Outras corridas por etapas que identificam ao líder com uma camisa amarel
| Corrida              | Ano  | Maillot da classificação geral    | Categoria UCI 2022      |
| -------------------- | ---- | --------------------------------- | ----------------------- |
| Tour de France       | 1903 | Amarelo                           | Primeira (UCI WordTour) |
| Volta ao País Basco  | 1924 | Amarelo                           | Primeira (UCI WordTour) |
| Volta à Polónia      | 1928 | Amarelo                           | Primeira (UCI WordTour) |
| Paris-Nice           | 1933 | Amarelo                           | Primeira (UCI WordTour) |
| Volta à Suíça        | 1933 | Amarelo                           | Primeira (UCI WordTour) |
| Critério do Dauphiné | 1947 | Amarelo com faixa azul horizontal | Primeira (UCI WordTour) |
| Tour de Valônia      | 1974 | Amarelo                           | Segunda (UCI ProSeries) |

## Vencedores em dois ou mais ocasiões
| Faixa | Ciclista            | Vitórias | Anos                         |
| ----- | ------------------- | -------- | ---------------------------- |
| 1     | Jacques Anquetil    | 5        | 1957, 1961, 1962, 1963, 1964 |
|       | Eddy Merckx         | 5        | 1969, 1970, 1971, 1972, 1974 |
|       | Bernard Hinault     | 5        | 1978, 1979, 1981, 1982, 1985 |
|       | Miguel Induráin     | 5        | 1991, 1992, 1993, 1994, 1995 |
| 5     | Chris Froome        | 4        | 2013, 2015, 2016, 2017       |
| 6     | Philippe Thijs      | 3        | 1913, 1914, 1920             |
|       | Louison Bobet       | 3        | 1953, 1954, 1955             |
|       | Greg LeMond         | 3        | 1986, 1989, 1990             |
| 9     | Lucien Petit-Breton | 2        | 1907, 1908                   |
|       | Firmin Lambot       | 2        | 1919, 1922                   |
|       | Ottavio Bottecchia  | 2        | 1924, 1925                   |
|       | Nicolas Frantz      | 2        | 1927, 1928                   |
|       | André Leducq        | 2        | 1930, 1932                   |
|       | Antonin Magne       | 2        | 1931, 1934                   |
|       | Sylvère Maes        | 2        | 1936, 1939                   |
|       | Gino Bartali        | 2        | 1938, 1948                   |
|       | Fausto Coppi        | 2        | 1949, 1952                   |
|       | Bernard Thévenet    | 2        | 1975, 1977                   |
|       | Laurent Fignon      | 2        | 1983, 1984                   |
|       | Alberto Contador    | 2        | 2007, 2009                   |
|       | Tadej Pogačar       | 2        | 2020, 2021                   |

## Vencedores por país
| Faixa | País          | Vencedores mais prolíficos                         | Vencedores mais recentes | Vitórias |
| ----- | ------------- | -------------------------------------------------- | ------------------------ | -------- |
| 1     | França        | Jacques Anquetil, Bernard Hinault (5)              | Bernard Hinault 1985     | 36       |
| 2     | Bélgica       | Eddy Merckx (5)                                    | Lucien Van Impe 1976     | 18       |
| 3     | Espanha       | Miguel Induráin (5)                                | Alberto Contador 2009    | 12       |
| 4     | Itália        | Ottavio Bottecchia, Gino Bartali, Fausto Coppi (2) | Marco Pantani 1998       | 9        |
| 5     | Reino Unido   | Chris Froome (4)                                   | Geraint Thomas 2018      | 6        |
| 6     | Luxemburgo    | Nicolas Frantz (2)                                 | Andy Schleck* 2010       | 5        |
| 7     | Países Baixos | Jan Janssen, Joop Zoetemelk                        | Joop Zoetemelk 1980      | 2        |
|       | Suíça         | Ferdi Kübler, Hugo Koblet                          | Hugo Koblet 1951         | 2        |
|       | Eslovênia     | Tadej Pogačar (2)                                  | Tadej Pogačar 2021       | 2        |
|       | Dinamarca     | Bjarne Riis, Jonas Vingegaard                      | Jonas Vingegaard 2022    | 2        |
| 11    | Irlanda       | Stephen Roche                                      | Stephen Roche 1987       | 1        |
|       | Alemanha      | Jan Ullrich                                        | Jan Ullrich 1997         | 1        |
|       | Colômbia      | Egan Bernal                                        | Egan Bernal 2019         | 1        |

- (*) Andy Schleck foi segundo no Tour 2010, mas foi declarado vencedor depois da desclassificação de Alberto Contador (vencedor inicial) por dar positivo por clembuterol no segundo dia de descanso.

## Vencedores mais jovens
| Faixa | Vencedor                | Idade              |
| ----- | ----------------------- | ------------------ |
| 1     | Henri Cornet (1904)     | 19 anos e 352 dias |
| 2     | Tadej Pogačar (2020)    | 21 anos e 364 dias |
| 3     | François Faber (1909)   | 22 anos e 187 dias |
| 4     | Egan Bernal (2019)      | 22 anos e 196 dias |
| 5     | Octave Lapize (1910)    | 22 anos e 280 dias |
| 6     | Felice Gimondi (1965)   | 22 anos e 289 dias |
| 7     | Philippe Thys (1913)    | 22 anos e 292 dias |
| 8     | Laurent Fignon (1983)   | 22 anos e 346 dias |
| 9     | Romain Maes (1935)      | 22 anos e 352 dias |
| 10    | Jacques Anquetil (1957) | 23 anos e 193 dias |